# Baron Chesham

Wappen der Barone Chesham

Baron Chesham, of Chesham in the County of Buckingham, ist ein erblicher britischer Adelstitel in der Peerage of the United Kingdom.

## Verleihungen und nachgeordnete Titel
Der Titel wurde am 15. Januar 1858 für den ehemaligen liberalen Unterhausabgeordneten Charles Cavendish, geschaffen. Er war ein jüngerer Sohn des George Cavendish, 1. Earl of Burlington aus der Adelsfamilie Cavendish. Heutiger Titelinhaber ist dessen Nachfahre Charles Cavendish als 7. Baron.

## Liste der Barone Chesham (1858)
- Charles Cavendish, 1. Baron Chesham (1793–1863)
- William Cavendish, 2. Baron Chesham (1815–1882)
- Charles Cavendish, 3. Baron Chesham (1850–1907)
- John Cavendish, 4. Baron Chesham (1894–1952)
- John Cavendish, 5. Baron Chesham (1916–1989)
- Nicholas Cavendish, 6. Baron Chesham (1941–2009)
- Charles Cavendish, 7. Baron Chesham (* 1974)

Voraussichtlicher Titelerbe (Heir apparent) ist der Sohn des aktuellen Titelinhabers, Oliver Nicholas Bruce Cavendish (* 2007).